# 茶儀式

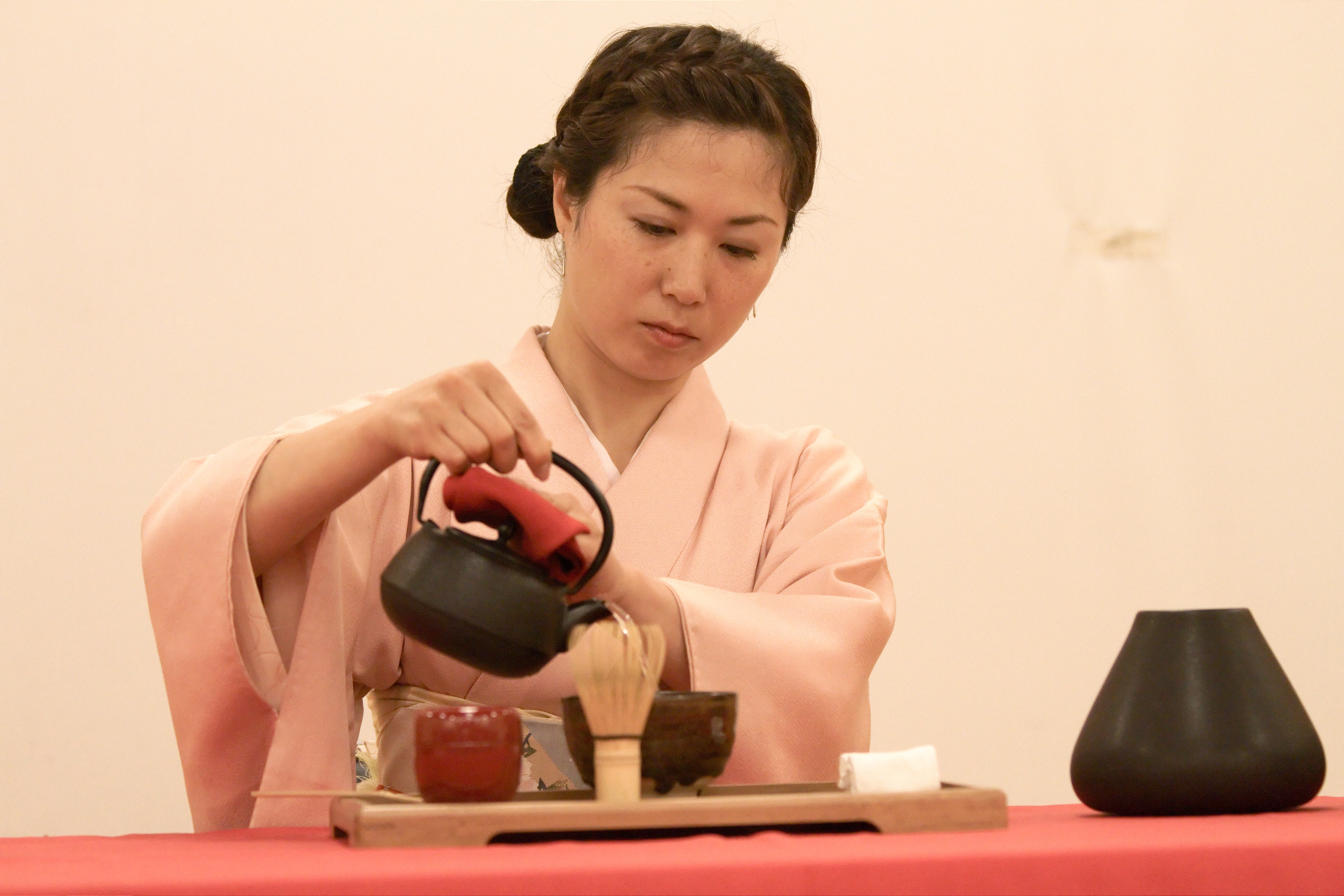
一名正在表演茶道的日本女性

茶儀式指的是各種茶文化中衍生出的奉茶之道，尤其指東亞的茶儀式，如中國的茶藝、日本的茶道、朝鮮的茶禮、越南的茶藝等，狹義來看，則是指特定地區的茶文化中，對於喝茶所講求之各種禮節與程序的專有名詞。
茶儀式從享受品茗過程中完善自身修養和表達個人對融合飲茶的藝術、道德、科學、禮儀、哲學（儒、釋、道等等）、文化風俗以及精神意境的演繹，是沏茶品茗之藝術、技术、仪礼与精神体验的結合。各地的茶儀式都有著自己的地區特色，而考古尋源，茶和茶儀式都源於中國，中國很早就有著各種「生、冠、婚、喪」的茶祭儀式和品茶的禮儀，而中國茶藝成熟于唐代，陸羽是中國茶藝的鼻祖，唐代封演所寫的《封氏聞見記》中的茶道是指倡導陸羽飲茶之道，陸羽強調「精行儉德」的精神，注重烹茶的條件和方法，並追求怡靜舒適的雅趣。